# Francisco de Eguía
Francisco Ramón de Eguía y López de Letona (Durango, Vizcaya, 5 de marzo de 1750-Madrid, 6 de enero de 1827) fue un militar y político español, i conde del Real Aprecio. 

## Carrera
Inició en 1767 su carrera militar y en 1775 tomó parte en la desafortunada expedición a Argel enviada por Carlos III para castigar a los piratas berberiscos. Seis años después participó en la reconquista de Pensacola, posesión británica desde 1763, en el marco de la intervención española en la guerra de independencia de los Estados Unidos. 
Coronel desde 1792 y brigadier a partir del año siguiente, combatió a la Francia revolucionaria en la guerra de la Convención, motivo por el cual recibió el ascenso a mariscal de campo en 1795. Seis años después estuvo en la expedición militar que luchó contra Portugal en la conocida como guerra de las Naranjas, y al año siguiente ascendió a teniente general. 
En la Guerra de la Independencia Española desempeñó diversos cargos militares y políticos, el más importante de los cuales fue el de secretario de Guerra en dos de los gobiernos nombrados por la Junta Central, función esta que desempeñó entre enero y mayo de 1810.
Hacia finales de 1809, después de estar al mando del Ejército de Extremadura, a Eguía le dan el mando del Ejército del Centro. Le sustituye en el mando del Ejército de Extremadura el duque de Alburquerque.
Opuesto a las Cortes de Cádiz, participó en ellas como diputado suplente por Vizcaya, aunque rara vez intervino en los debates. Defendió la causa absolutista, se resistió a firmar la Constitución y estuvo presente en 1814 en el primer gabinete del rey Fernando VII, de nuevo como Secretario de Guerra. En este puesto se encargó de organizar la represión. Continuó desempeñando ese cargo en el siguiente gobierno, encabezado por Pedro Cevallos Guerra, hasta marzo de 1815. Volvió a formar parte de dos gabinetes más: los presididos, respectivamente, por José García de León y Pizarro y por Carlos Martínez de Irujo y Tacón, marqués de Casa Irujo, entre junio de 1817 y junio de 1819, siempre encargado de la secretaría de la Guerra. Se vio envuelto junto con Antonio Ugarte en el escándalo de la compra de buques de guerra rusos que resultaron estar en pésimas condiciones. 
Capitán general de Granada a partir de esa última fecha, el triunfo de la revolución que inició en 1820 el llamado Trienio Liberal le obligó a huir a Francia. Desde allí ayudó a enviar guerrillas absolutistas a España, adonde regresó en 1823 tras el final de aquel periodo, pero Fernando VII no volvió a contar con él para ejercer tareas políticas, aunque le recompensó con diversos títulos, como el de conde del Real Aprecio.
Eguía fue inmensamente impopular y casi todos los testimonios de quienes le conocieron, incluso dentro de su propio partido, le son hostiles. El 21 de octubre de 1809, un oficial de enlace británico, el coronel Phillip Keating Roche, le escribía a su gobierno que el general Aréizaga: «ha sido nombrado comandante del ejército en lugar del general Eguía, quien ha sido por fin destituido para gran satisfacción de casi todo el mundo». Se le reprochaba su tendencia al nepotismo. El general Girón, el general Álava, Francisco de Longa... todos hablaron mal de él. Posteriormente, sus propios compañeros de partido se volvieron contra él porque se atrevió a proponer una relajación de la represión política y ciertas concesiones liberalizantes, a la manera de la "carta otorgada" de Luis XVIII.
Chapado a la antigua, incluso en el vestir y en el peinado, recibió por ello el mote de Coletilla.
Benito Pérez Galdós lo menciona en Memorias de un cortesano de 1815 y en Los cien mil hijos de San Luis, en la segunda serie de los Episodios nacionales, donde lo califica de hombre de pobre ingenio:

Aún gastaba la coleta que le hizo tan famoso en 1814, y con la coleta el mismo humor atrabiliario, despótico, voluble y regañón. Pero en Bayona no infundía miedo como en Madrid, y de él se reían todos. No es exagerado cuanto se ha dicho de la astuta pastelera que llegó a dominarle. Yo la conocí, y puedo atestiguar que el agente de nuestro egregio Soberano comprometía lamentablemente su dignidad y aun la dignidad de la Corona, poniendo en manos de aquella infame mujer negocios tan delicados. Asistía la tal a las conferencias, administraba gran parte de los fondos, se entendía directamente con los partidarios que un día y otro pasaban la frontera, y parecía en todo ser ella misma la organizadora del levantamiento y el principal apoderado de nuestro querido Rey.

## Títulos, órdenes y empleos

### Títulos
- I Conde del Real Aprecio.

### Órdenes

#### Reino de España
- Caballero Gran Cruz de la Orden de Carlos III.[3]
- Caballero Gran Cruz de la Real y Militar Orden de San Fernando.[3]
- Caballero Gran Cruz de la Real y Militar Orden de San Hermenegildo.[3]
- Cruz y escudo de distinción de Portugal.[4]
- Cruz de distinción por la Acción de Tarancón.[4]
- Cruz de distinción de Mora y Consuegra.[4]
- Escudo de Medellín.[4]
- Cruz de distinción de la Batalla de Talavera de la Reina.[3][4]
- Cruz de distinción de la Isla de León.[4]
- Cruz de distinción de Chiclana.[4]
- Cruz de distinción de la Fidelidad Militar.[5][6]

#### Extranjeras
- Comendador de la Orden Real de la Legión de Honor[7] (Reino de Francia).
- Condecorado con la Decoración del Lis[3] (Reino de Francia).

### Empleos
- 9 de abril de 1823 a 25 de mayo de 1823: presidente de la Junta Provisional de Gobierno de España e Indias.[8]
- 19 de junio de 1817 a 13 de junio de 1819: secretario del Despacho Universal de Guerra.[8]
- 14 de septiembre de 1818 a 13 de junio de 1819: secretario del Despacho Universal de Marina.[8]
- 29 de mayo de 1814 a 25 de marzo de 1815: secretario del Despacho Universal de Guerra.[8]
- 31 de enero de1810 a 20 de mayo de 1810: secretario del Despacho Universal de Guerra.[3][8]

- Consejero de Estado[3]
- Teniente general de los Reales Ejércitos[3]

| Predecesor: José Luyando (Gobiernos del Trienio Liberal) | Presidente de la Junta Provisional de Gobierno de España e Indias 1823 | Sucesor: Pedro Alcántara de Toledo y Salm-Salm (Presidente de la Regencia) Antonio Vargas Laguna (Secretario de Estado por habilitación de la Reina María Cristina) |